# ريتش روبرتسون (لاعب كرة قاعدة)
ريتش روبرتسون (بالإنجليزية: Rich Robertson)‏ هو لاعب كرة قاعدة أمريكي، ولد في 15 سبتمبر 1968 في والر في الولايات المتحدة.

## وصلات خارجية
- ريتش روبرتسون (لاعب كرة قاعدة) على موقعبيزبول رفرنس.كوم (الدوري الرئيسي) (الإنجليزية)
- ريتش روبرتسون (لاعب كرة قاعدة) على موقعبيزبول رفرنس.كوم (الدوري الثانوي) (الإنجليزية)
- ريتش روبرتسون (لاعب كرة قاعدة) على موقع مشجعي الرسوم البيانية (الإنجليزية)